# Karlskrona
Karlskrona je město ve Švédsku, centrum kraje Blekinge. Nachází se na jihu státu, na pobřeží Baltského moře. Většina původního města se rozprostírá na ostrově Trossö a drobných okolních ostrůvcích, nová zástavba zasahuje i na pevninu. Ve městě je umístěna nejdůležitější ze základen Švédského námořnictva a centrála Švédské pobřežní stráže.

## Historie
Karlskronu založil roku 1679 král Karel XI. jako námořní základnu (oblast regionů Skåne a Blekinge byla ke Švédsku připojena v roce 1658 při podepsání Roskildského míru). Hned po roce získala status města. Barokní město vzniklo v podstatě na zelené louce. Bylo vybudováno městské opevnění, přístaviště, loděnice, sklady, ale i civilní, sakrální a residenční stavby. Do Karlscrony byly převeleny lodě Švédského námořnictva, které do té doby kotvily ve Stockholmu. Ve prospěch umístění loďstva na jih Švédska do Karlskrony hrálo to, že zde v zimě moře nezamrzá (na rozdíl od Stockholmu) a je geograficky blízko Německu, Dánsku a baltským státům. Roku 1790 vyhořela velká část města.
Přístav se svými bývalými loděnicemi a obrannými systémy a vybrané městské budovy jsou od roku 1998 součástí světového dědictví UNESCO.

## Osobnosti města
- Gustaf Johan Billberg (1772–1844) – botanik, zoolog a anatom

## Fotogalerie

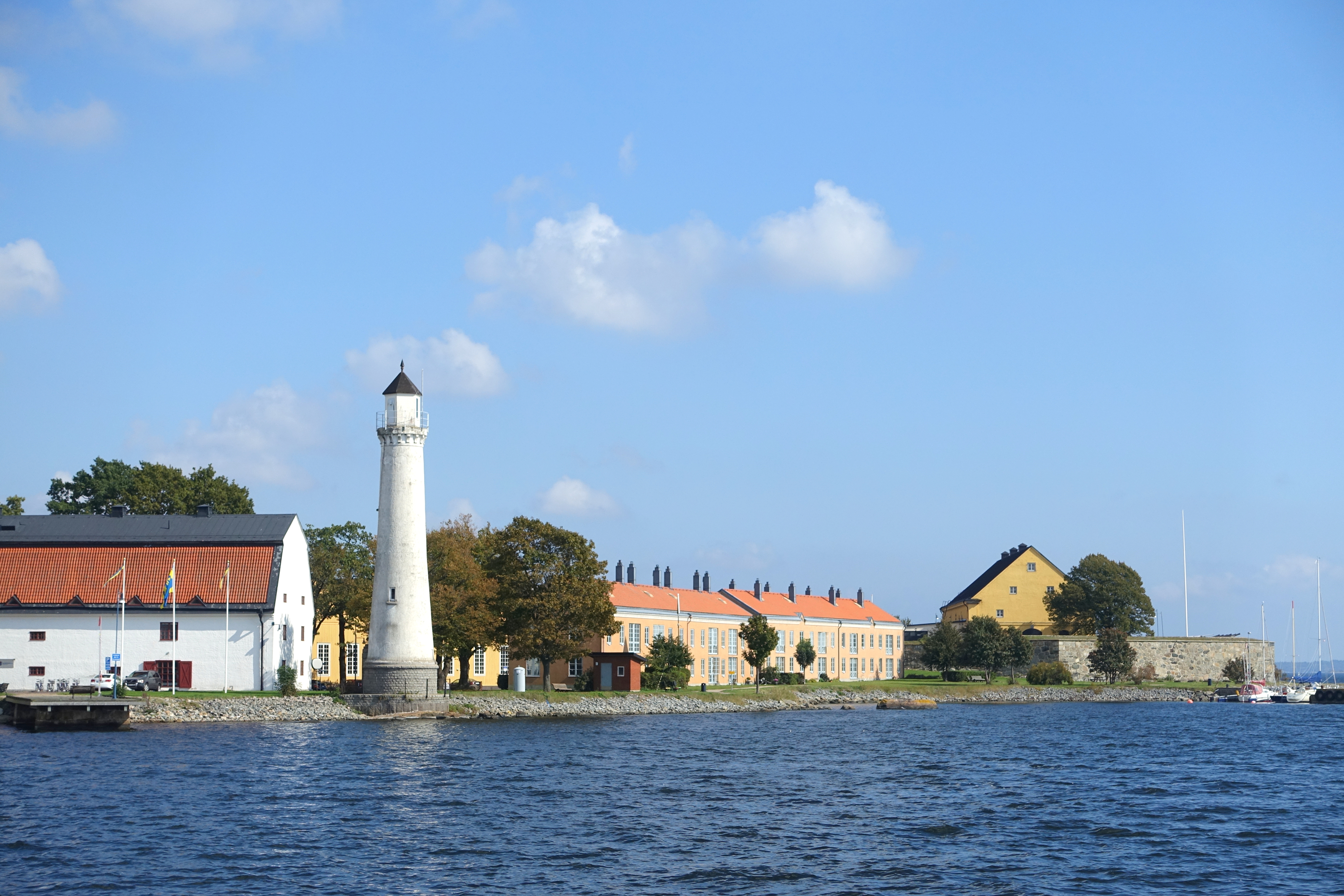
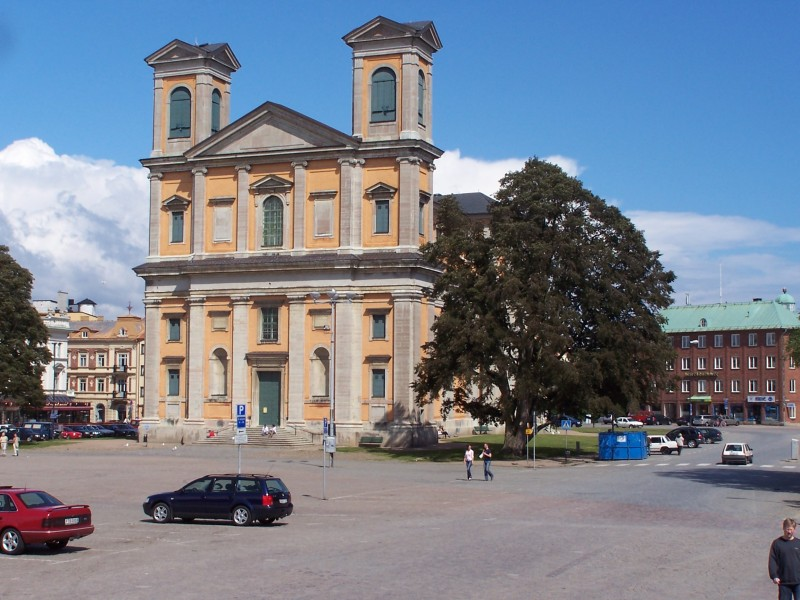
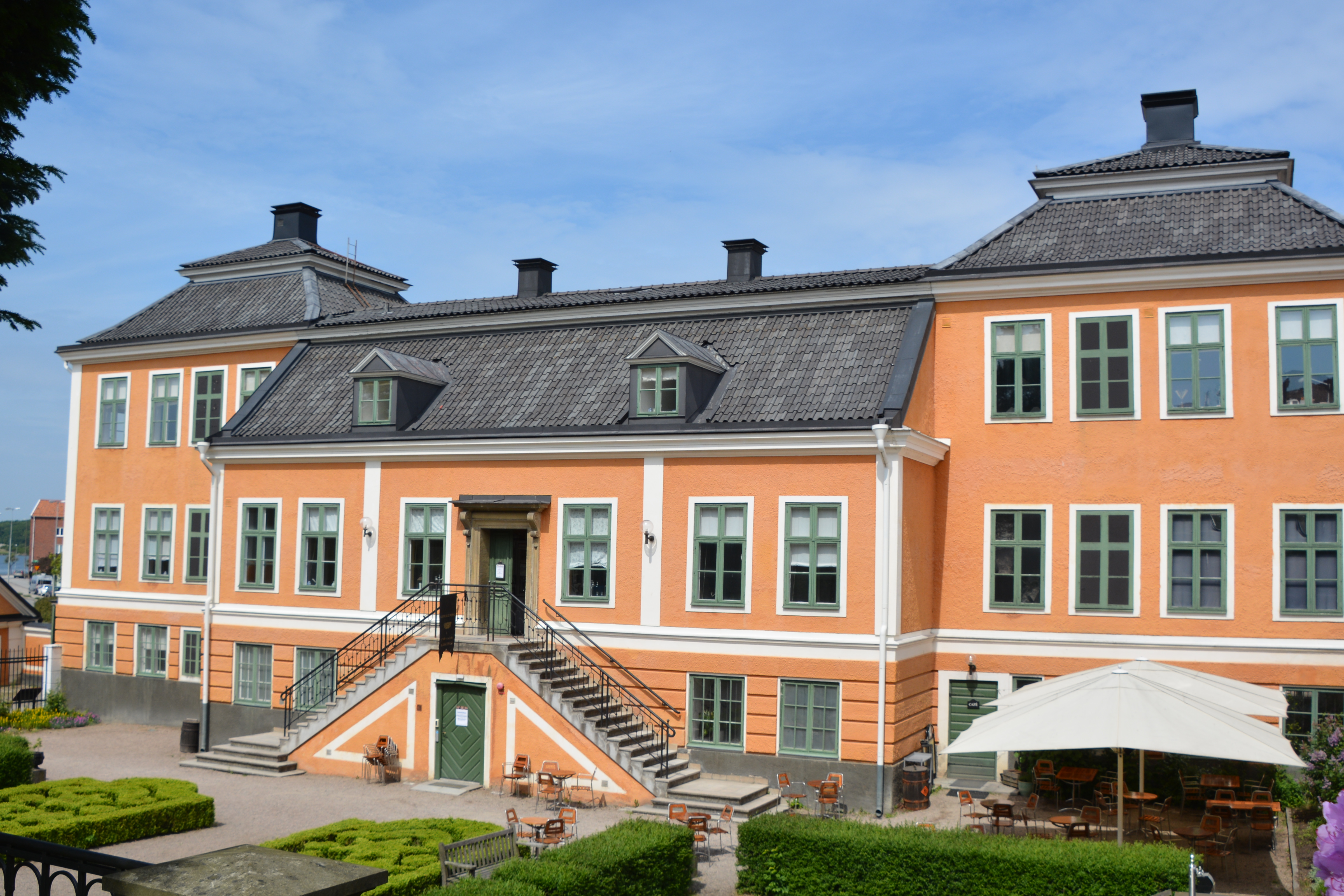
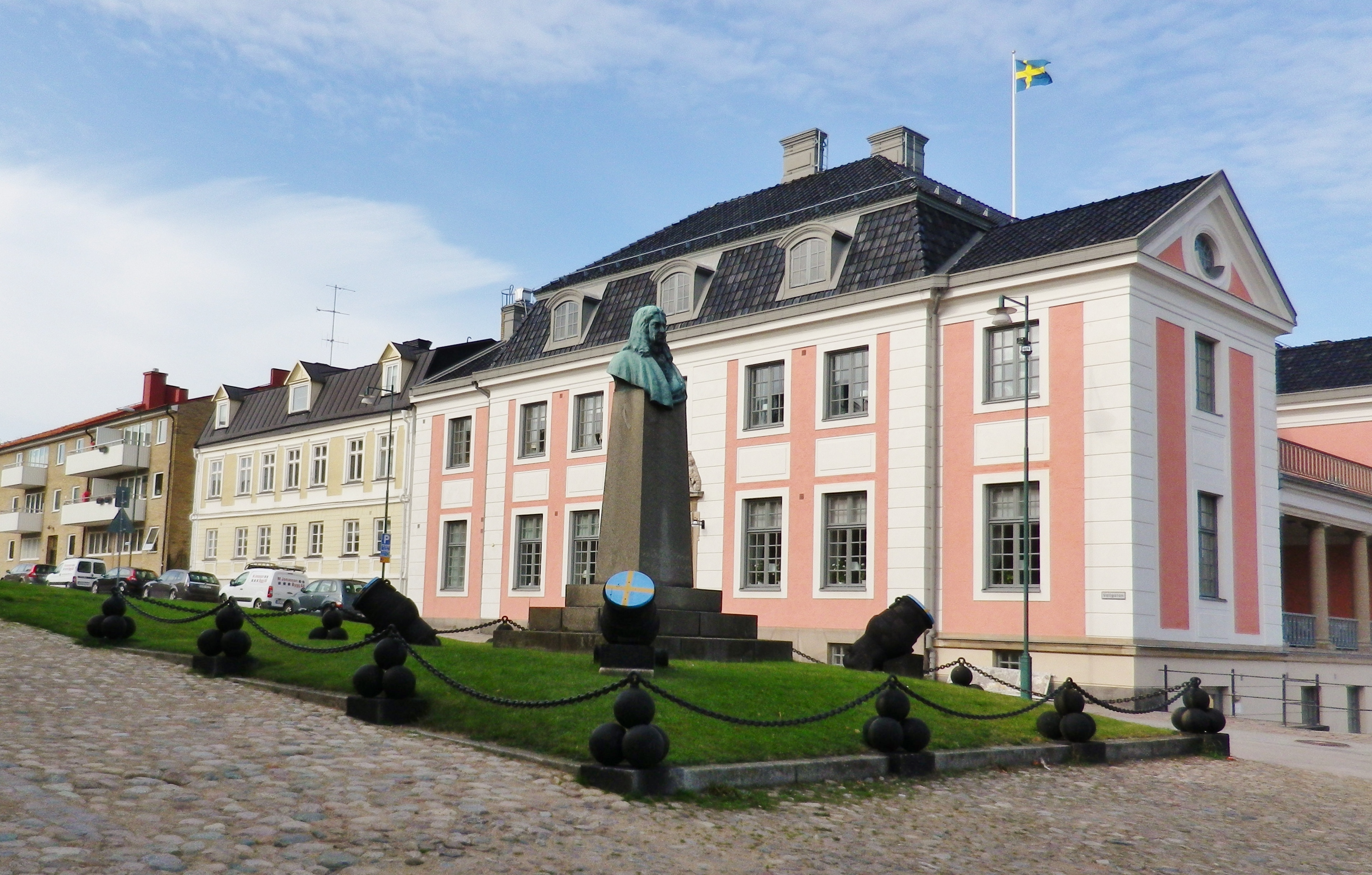

## Partnerská města
- Annapolis, USA
- Baltijsk, Rusko
- Gdyně, Polsko
- Hillerød, Dánsko
- Horten, Norsko
- Klaipėda, Litva
- Loviisa, Finsko
- Olafsfjördur, Island
- Rostock, Německo